# Mercado Central de Maputo

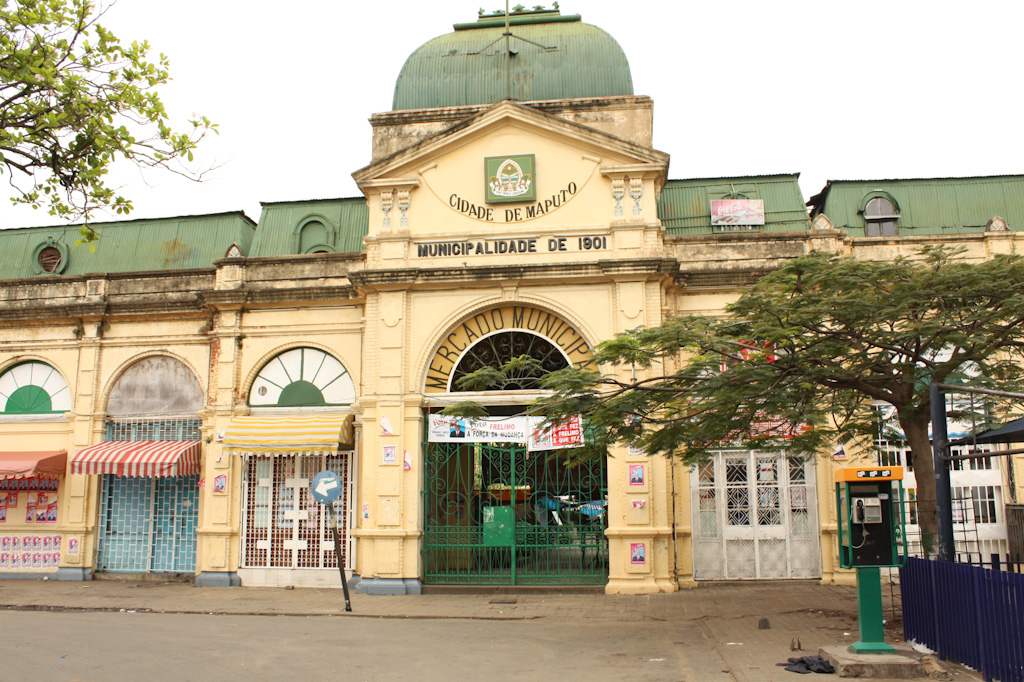
Eingangsportal der Markthalle

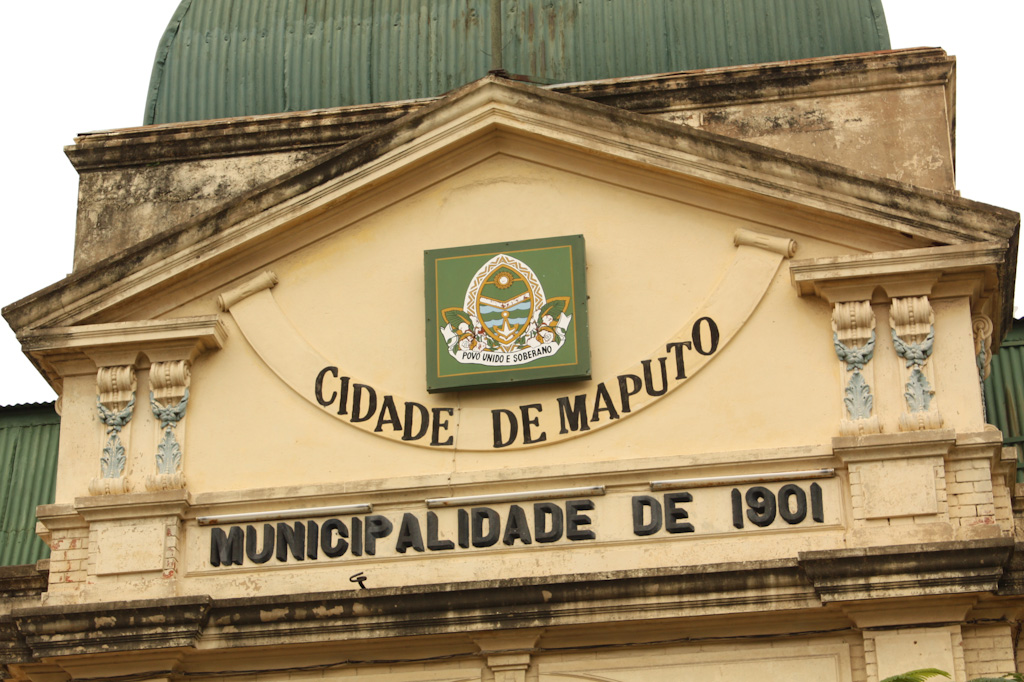
Neu angebrachtes Stadtwappen am Eingang des Gebäudes mit den Worten „Cidade de Maputo – Municipalidade desde 1901“ (Stadt Maputo – mit Stadtrecht seit 1901)

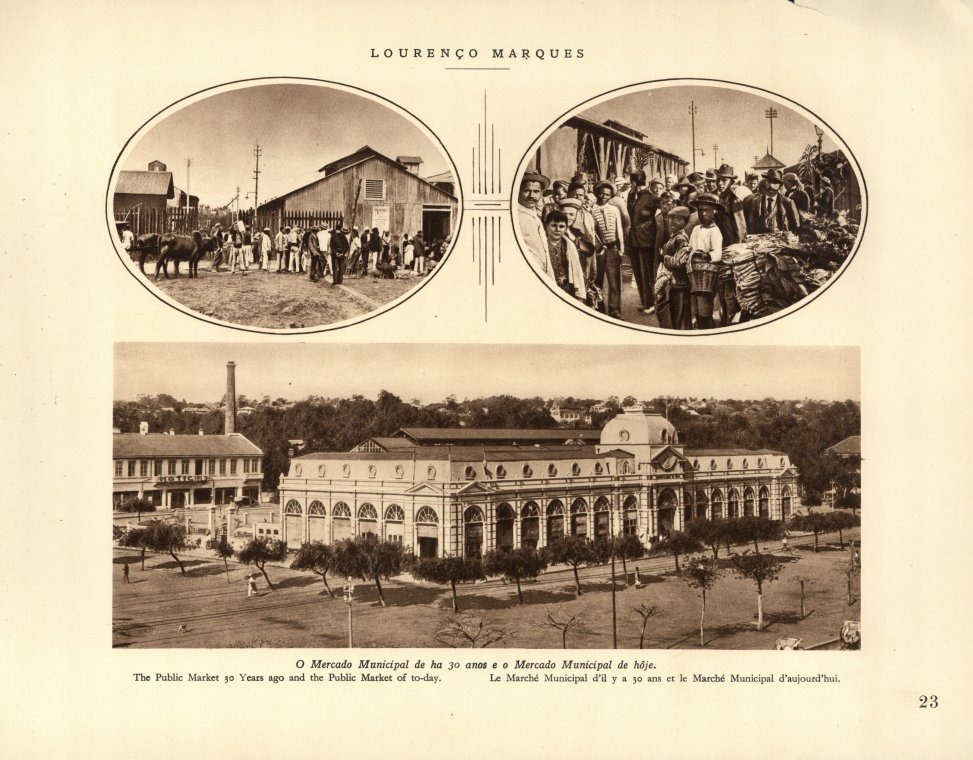
Markthalle (unten) im Jahr 1929

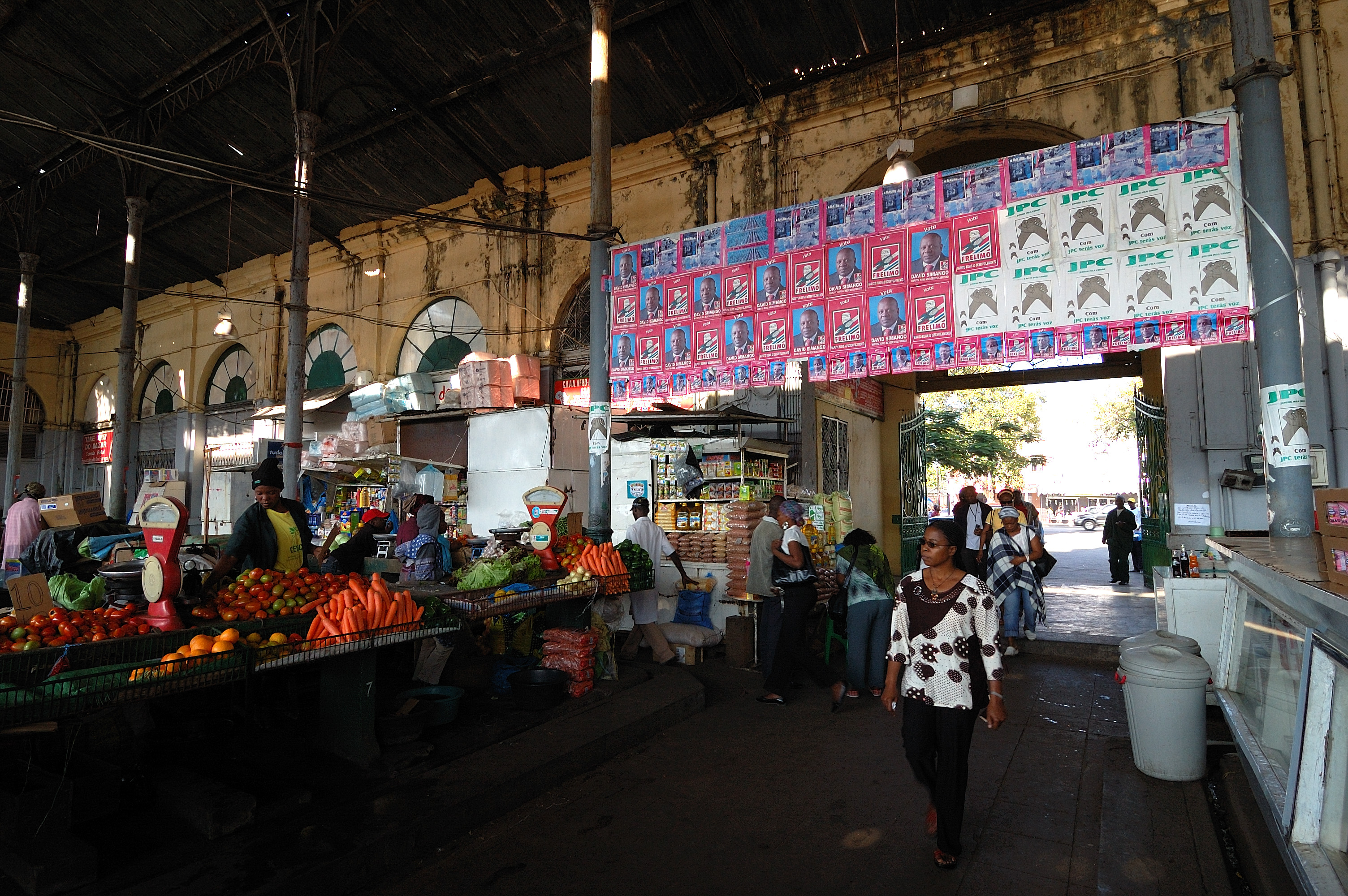
Innenansicht, vor der Sanierung

Der Mercado Central de Maputo, zu Deutsch „Zentralmarkt von Maputo“, ist eine Markthalle im Zentrum der mosambikanischen Hauptstadt Maputo. Neben der zentralen Lage – direkt an der Avenida 25 de Setembro – und der hohen Kundenfrequenz ist der Markt besonders für sein Gebäude aus der Zeit der Jahrhundertwende um 1900 bekannt. Im Volksmund trägt der Markt auch den Namen „Bazar da Baixa“ (Basar der Innenstadt).

## Geschichte
Um 1900 war die Hauptstadt des Portugiesisch-Ostafrikas (Mosambik), Lourenço Marques, erheblich kleiner. Die Kolonialverwaltung entschied sich für eine weitere Urbanisierung der stadtnahen Küstezone und beschloss die Errichtung eines neuen Marktgebäudes vor den damaligen Toren der Stadt, unweit der Hafenanlagen. Den Auftrag dazu erhielt das portugiesische Unternehmen David & Carvalho, die den Architekten Carlos Mendes (1869–1922) mit dem Entwurf beauftragten. Das Gebäude wurde am 30. September 1903 als „Mercado Municipal Vasco da Gama“ unter Bezugnahme auf den portugiesischen Seefahrer Vasco da Gama eröffnet.
Mendes orientierte sich beim Entwurf des großen Marktgebäudes angeblich am damaligen Hamburger Alsterpavillon. Ein großes Eingangsportal mit einem kleinen Turm bildet den zentralen Zugang zu einer großen, überdachten Markthalle. Die Fassade ist neben dem Portal durch viele klassizistisch anmutende Elemente geprägt, kleine Rundbogennischen geben Platz für feste Verkaufseinrichtungen. Nach Norden heraus gestaltete Mendes den Markt offen mit einer angrenzenden Freifläche.
Über die Jahrzehnte hinweg entwickelte sich der Markt zum wichtigsten lokalen Handelspunkt der Stadt. Im Zuge der Unabhängigkeit Mosambiks 1975 verlor der Markt den Beinamen Vasco da Gama. Durch die wirtschaftlichen Auswirkungen des Bürgerkriegs und des wirtschaftlichen Zusammenbruchs infolge von kurzfristig massiv eintretender Arbeitslosigkeit sowie der Kapitalflucht und Auswanderung aus der Volksrepublik Mosambik sank zudem die Bedeutung des Marktes. Dies änderte sich mit dem Ende des Bürgerkrieges 1992 und der wirtschaftlichen Neuorientierung des Landes.
Am 22. Juli 2005 brannte nachts ein Großteil des Marktgebäudes vollkommen aus. Aufgrund von finanziellen Engpässe und wirtschaftlichen Schwierigkeiten Mosambiks zog sich die notdürftige Instandsetzung mehr als zwei Jahre hin. Im Vorfeld des Kommunalwahlkampfes 2013 ließ der Bürgermeister von Maputo, David Simango, im Rahmen einer Kampagne zur Sanierung vieler Marktplätze das Gebäude grundsanieren, nachdem dies bereits mehrere Jahre lang angekündigt worden war. Im Zuge der Bauarbeiten, die im Juni 2014 beendet worden waren, ersetzen mehrere Kiosk-Reihen die ehemals vorhandene Freifläche. Des Weiteren gibt es seitdem 534 Verkaufsgelegenheiten für Einzelpersonen in der Markthalle, vorher waren es 518.
Seit 2011 befindet sich das Gebäude in der Vorauswahl für eine Denkmalliste der Stadt Maputo. In der portugiesischen Denkmaldatenbank Sistema de Informação para o Património Arquitectónico, die auch Werke ehemaliger portugiesischer Kolonien umfasst, ist es unter der Nummer 31703 gelistet.